# Mas Blau (el Prat de Llobregat)
Mas Blau era una masia construïda al segle xix al Prat de Llobregat.
Es tracta d'una construcció molt diferent de les que hi havia en aquella època al Prat de Llobregat. Algunes característiques d'aquesta casa eren les formes arrodonides de la façana o l'estil modernista. El seu sobrenom és degut al color blau tan peculiar que tenia. Va ser enderrocada als anys 80 i actualment en el seu lloc s'hi pot trobar el parc de negocis Mas Blau o Polígon Mas Blau.